# Liste des maires de Quimperlé
Cet article dresse une liste par ordre de mandat des maires de Quimperlé.

## Liste des maires

### Sous l'Ancien Régime
| Période                                  | Période | Identité                       | Étiquette | Qualité                                                                                        |
| ---------------------------------------- | ------- | ------------------------------ | --------- | ---------------------------------------------------------------------------------------------- |
| Les données manquantes sont à compléter. |         |                                |           |                                                                                                |
| 1679                                     | 1683    | Samuel Billette de Villeroche  |           | Procureur-syndic, sénéchal, député de Quimperlé aux États de Bretagne en 1681, afféagiste      |
|                                          |         |                                |           |                                                                                                |
| 1748                                     | 1749    | Le Coq de Maison-Meur          |           |                                                                                                |
| 1749                                     | 1755    | Robert de Frogerays de Kergall |           | Avocat en la Cour de Quimperlé                                                                 |
| 1755                                     | 1758    | Desnos                         |           |                                                                                                |
| 1763                                     |         | Chatelinais du Chesnay         |           |                                                                                                |
| 1765                                     |         | Jean René Lalau-Dezautté       |           | Avocat au Parlement de Bretagne, conseiller et procureur du Roi.                               |
| 1765                                     | 1767    | Delaly                         |           |                                                                                                |
| 1768                                     | 1772    | Vincent Billette de Villeroche |           | Député aux États généraux de 1789. Arrière-arrière-petit-fils de Samuel Billette de Villeroche |
| 1772                                     | 1790    | Joseph Frogerays               |           | Avocat à la Cour (avant la Révolution française). Fils de Robert de Frogerays de Kergall.      |

### Entre 1790 et 1945
| Période       | Période       | Identité                               | Étiquette           | Qualité |
| ------------- | ------------- | -------------------------------------- | ------------------- | --- |
| 1790          | 1790          | Bonaventure Le Capitaine de Boisdaniel |                     | |
| 1790          | 1791          | Samson Bienvenu                        |                     | Procureur près le tribunal de première instance de Quimperlé                                                                                |
| 1791          | 1792          | Pierre Buisson de Basseville           |                     | Officier de la Compagnie des Indes |
| mai 1792      | décembre 1792 | Vincent Billette de Villeroche         |                     | |
| 1792          | 1794          | Pierre Daveau                          |                     | Ancien moine bénédictin et prêtre constitutionnel                                                                                           |
| 1794          | 1795          | Louis Vincent Bosc                     |                     | Docteur en chirurgie Député aux États généraux de 1789                                                                                      |
| 1795          | 1797          | de Jordanis                            |                     | |
| 1797          | 1800          | Louis Vincent Bosc                     |                     | |
| 1800          | 1812          | Paul Olivier Le Corre                  |                     | Avocat |
| 1807          | 1812          | Jean-François Mancel                   |                     | Notaire et procureur |
| 1812          | 1815          | Joseph Cuny                            | Droite Monarchiste  | Avocat, avoué Député du Finistère (1815) |
| 1815          | 1830          | Louis du Boisguéhenneuc                |                     | Propriétaire. Ancien capitaine Chevalier de l'Ordre Royal de la Légion d'Honneur                                                            |
| 1830          | 1834          | Joseph Cuny                            | Droite Monarchiste  | Avocat, avoué Conseiller général de Quimperlé (1833 → 1845)                                                                                 |
| 1834          | 1837          | Hippolyte Poirier de Nasseville        |                     | Maire nommé par le Roi |
| 1837          | 1843          | Joseph Chancellay                      |                     | Propriétaire Seulement adjoint au maire, mais signe les actes d'état-civil (maire inconnu)                                                  |
| 1843          | 1846          | Louis de Langle- Beaumanoir            |                     | Les actes d'état-civil sont signés par les adjoints                                                                                         |
| 1846          | 1848          | Jean Jan de La Gillardaie              |                     | |
| 1848          | 1852          | Jean François Audran                   |                     | Notaire |
| 1852          | 1860          | Paul Bréart de Boisanger               |                     | Propriétaire et avocat Conseiller général d'Arzano (1852 → 1867) Membre de l'Association bretonne                                           |
| 1860          | 1870          | Comte Louis du Couëdic de Kergoaler    | Droite Monarchiste  | Propriétaire Député du Finistère (1849 → 1851 puis 1857 → 1870) Conseiller général de Quimperlé (1848 → 1877)                               |
| 1870          | 1874          | Jean François Audran,                  |                     | Notaire, juge de paix |
| 1874          | 1878          | Paul Bréart de Boisanger               |                     | Propriétaire et avocat |
| 1878          | 1879          | Jean François Audran                   |                     | Notaire |
| 1879          | 1884          | Félix Lorans                           |                     | Avoué près le tribunal civil de première instance de Quimperlé                                                                              |
| 1884          | 1886          | Yves-Marie Tranvouez                   |                     | |
| 1886          | 1896          | Alexis Savary                          |                     | Constructeur mécanicien |
| 1896          | 1904          | Charles Richard                        |                     | |
| 1904          | 1908          | Jules Le Louédec                       | GD                  | Avocat Conseiller général de Quimperlé (1901 → 1931)                                                                                        |
| mai 1912      | décembre 1919 | Arthur Courtier,                       | RG                  | Professeur puis négociant |
| décembre 1919 | 1931          | Jules Le Louédec                       | GD                  | Avocat Député du Finistère (1909 → 1914 puis 1928 → 1930) Sénateur du Finistère (1930 → 1931) Conseiller général de Quimperlé (1901 → 1931) |
| 1931          | 1934          | Charles Liot                           | Rad.soc.            | Banquier et administrateur de biens |
| 1934          | 1945          | Alain Paul Le Louédec (1898-?)         | Rép.G puis Rad.ind. | Représentant Conseiller général de Quimperlé (1937 → 1940 puis 1945 → 1958)                                                                 |

### Depuis 1945
| Période       | Période               | Identité                      | Étiquette             | Qualité |
| ------------- | --------------------- | ----------------------------- | --------------------- | --- |
| 1945          | octobre 1947          | Joseph Le Roch                | SFIO                  | |
| octobre 1947  | mai 1953              | Alain Le Louédec (1898-1961)  | UDSR                  | Ancien résistant et déporté Conseiller général de Quimperlé (1937 → 1940 puis 1945 → 1958) |
| mai 1953      | mars 1957 (démission) | Joseph Le Roch                | SFIO                  | Agent de maîtrise |
| mars 1957     | mars 1959             | Hélène Le Garrec, (1925-2013) | CNIP Gaulliste        | Professeure en enseignements ménagers |
| mars 1959     | avril 1961 (décès)    | Alain Le Louédec (1898-1961)  | UDSR                  | Ancien résistant et déporté Ancien conseiller général de Quimperlé (1937 → 1940 puis 1945 → 1958) |
| juin 1961     | juin 1976 (décès)     | Jean Charter (1906-1976)      | DVG                   | Cultivateur-exploitant Conseiller général de Quimperlé (1960 → 1976) |
| juillet 1976  | mars 1977             | Vincent Héry                  | DVG                   | Ancien directeur adjoint des services techniques Adjoint au maire (1971 → 1976) |
| mars 1977     | mars 1989             | Yves Guillou (1915-2012)      | PS-DVG puis Centriste | Ancien ingénieur et directeur des services techniques |
| mars 1989     | juin 1995             | Guy Savin (1925- )            | PS                    | Ancien officier d'administration, ancien résistant Président de la Cocopaq (1993 → 1995) |
| juin 1995     | mars 2001             | Marcel Tusseau, (1938-2018)   | DVD                   | Responsable commercial puis gérant de société Adjoint au maire chargé des finances (1983 → 1989) Conseiller municipal (1983 → 2009) |
| mars 2001     | mars 2008             | Daniel Le Bras (1948- )       | PS                    | Médecin anesthésiste-réanimateur Chevalier de l’Ordre national du Mérite (2018) |
| mars 2008     | 5 avril 2014          | Alain Pennec (1947- )         | SE                    | Professeur agrégé de géographie |
| 5 avril 2014, | En cours              | Michaël Quernez (1971- )      | PS                    | Ancien chargé de mission et assistant parlementaire Premier adjoint au maire (2001 → 2008) Conseiller régional de Bretagne (2021 → ) 1er vice-président du conseil régional (2021 → ) Conseiller général puis départemental de Quimperlé (2008 → 2021) Vice-président du conseil général puis départemental (2008 → 2021) Ancien président de la Cocopaq (2002 → 2008) |

## Résultats des élections municipales

### Élection municipale de 2020
À cause de la pandémie de Covid-19, les conseils municipaux d'installation (dans les communes pourvues au premier tour) n'ont pu avoir lieu dans les délais habituels. Un décret publié au JORF du 15 mai 2020 en a ainsi fixé la tenue entre les 23 et 28 mai. À Quimperlé, il a eu lieu le 27 mai 2020.
|                              | Michaël Quernez * | PS-EÉLV        | 2 008 | 58,98  | 29 | 9 |
| Uni.e.s pour Quimperlé       |                   |                | 2 008 | 58,98  | 29 | 9 |
|                              | Éric Saintilan    | GJ-FI-PCF-G.s  | 576   | 16,92  | 3  | 1 |
| Quimperlé, décidons ensemble |                   |                | 576   | 16,92  | 3  | 1 |
|                              | Anne Janig Daniel | DVD            | 456   | 13,39  | 2  | 0 |
| Faire mieux ensemble         |                   |                | 456   | 13,39  | 2  | 0 |
|                              | Alain Kerhervé    | DVD            | 364   | 10,69  | 1  | 0 |
| Quimperlé d’abord            |                   |                | 364   | 10,69  | 1  | 0 |
|                              |                   |                |       |        |    |   |
| Inscrits                     | Inscrits          | Inscrits       | 8 645 | 100,00 |    |   |
| Abstentions                  | Abstentions       | Abstentions    | 5 119 | 59,21  |    |   |
| Votants                      | Votants           | Votants        | 3 526 | 40,79  |    |   |
| Blancs et nuls               | Blancs et nuls    | Blancs et nuls | 122   | 3,46   |    |   |
| Exprimés                     | Exprimés          | Exprimés       | 3 404 | 96,54  |    |   |
| * Liste du maire sortant     |                   |                |       |        |    |   |

### Élection municipale de 2014
| Tête de liste             | Tête de liste   | Liste          | Premier tour | Premier tour | Second tour | Second tour | Sièges | Sièges |
| Tête de liste             | Tête de liste   | Liste          | Voix         | %            | Voix        | %           | CM     | CC     |
| ------------------------- | --------------- | -------------- | ------------ | ------------ | ----------- | ----------- | ------ | ------ |
|                           | Michaël Quernez | PS             | 2 110        | 40,99        | 2 923       | 54,06       | 26     | 7      |
| Quimperlé en marche       |                 |                | 2 110        | 40,99        | 2 923       | 54,06       | 26     | 7      |
|                           | Erwan Balanant  | MoDem          | 1 404        | 27,27        | 2 483       | 45,93       | 7      | 2      |
| Ensemble, osons Quimperlé |                 |                | 1 404        | 27,27        | 2 483       | 45,93       | 7      | 2      |
|                           | Alain Kerhervé  | DVD            | 1 263        | 24,53        |             |             |        |        |
| Rassemblés pour Quimperlé |                 |                | 1 263        | 24,53        |             |             |        |        |
|                           | Didier Quémat   | FG             | 370          | 7,18         |             |             |        |        |
| Quimperlé à bâbord        |                 |                | 370          | 7,18         |             |             |        |        |
|                           |                 |                |              |              |             |             |        |        |
| Inscrits                  | Inscrits        | Inscrits       | 8 852        | 100,00       | 8 848       | 100,00      |        |        |
| Abstentions               | Abstentions     | Abstentions    | 3 460        | 39,09        | 3 184       | 35,99       |        |        |
| Votants                   | Votants         | Votants        | 5 392        | 60,91        | 5 664       | 64,01       |        |        |
| Blancs et nuls            | Blancs et nuls  | Blancs et nuls | 245          | 4,54         | 258         | 4,56        |        |        |
| Exprimés                  | Exprimés        | Exprimés       | 5 147        | 95,46        | 5 406       | 95,44       |        |        |

### Élection municipale de 2008
| Tête de liste                                | Tête de liste    | Liste          | Premier tour | Premier tour | Second tour | Second tour | Sièges | Sièges |
| Tête de liste                                | Tête de liste    | Liste          | Voix         | %            | Voix        | %           | CM     |        |
| -------------------------------------------- | ---------------- | -------------- | ------------ | ------------ | ----------- | ----------- | ------ | ------ |
|                                              | Alain Pennec     | SE             | 2 472        | 45,27        | 2 701       | 46,92       | 25     |        |
| Rassemblons Quimperlé                        |                  |                | 2 472        | 45,27        | 2 701       | 46,92       | 25     |        |
|                                              | Daniel Le Bras * | PS-PCF         | 2 154        | 39,44        | 2 545       | 44,21       | 7      |        |
| Ensemble, continuons à faire vivre Quimperlé |                  |                | 2 154        | 39,44        | 2 545       | 44,21       | 7      |        |
|                                              | Éric Rudwill     | LCR            | 835          | 15,29        | 511         | 8,88        | 1      |        |
| La vraie gauche                              |                  |                | 835          | 15,29        | 511         | 8,88        | 1      |        |
|                                              |                  |                |              |              |             |             |        |        |
| Inscrits                                     | Inscrits         | Inscrits       | 8 344        | 100,00       | 8 542       | 100,00      |        |        |
| Abstentions                                  | Abstentions      | Abstentions    | 2 692        | 32,26        | 2 689       | 31,48       |        |        |
| Votants                                      | Votants          | Votants        | 5 652        | 67,74        | 5 853       | 68,52       |        |        |
| Blancs ou nuls                               | Blancs ou nuls   | Blancs ou nuls | 191          | 3,38         | 96          | 1,64        |        |        |
| Exprimés                                     | Exprimés         | Exprimés       | 5 461        | 96,62        | 5 757       | 98,36       |        |        |
| * Liste du maire sortant                     |                  |                |              |              |             |             |        |        |

### Élection municipale de 2001
| Tête de liste                                 | Tête de liste    | Liste          | Premier tour | Premier tour | Second tour | Second tour | Sièges | Sièges |
| Tête de liste                                 | Tête de liste    | Liste          | Voix         | %            | Voix        | %           | CM     |        |
| --------------------------------------------- | ---------------- | -------------- | ------------ | ------------ | ----------- | ----------- | ------ | ------ |
|                                               | Daniel Le Bras   | PS-PCF-TEAG    | 2 297        | 45,84        | 2 554       | 48,46       | 25     |        |
| Ensemble faisons vivre Quimperlé à gauche     |                  |                | 2 297        | 45,84        | 2 554       | 48,46       | 25     |        |
|                                               | Marcel Tusseau * | DVD            | 1 761        | 35,14        | 1 975       | 37,48       | 6      |        |
| À l'écoute de chacun, pour l'avenir de tous ! |                  |                | 1 761        | 35,14        | 1 975       | 37,48       | 6      |        |
|                                               | Danièle Kha      | DVG            | 953          | 19,02        | 741         | 14,06       | 2      |        |
| Quimperlé, une vitalité nouvelle              |                  |                | 953          | 19,02        | 741         | 14,06       | 2      |        |
|                                               |                  |                |              |              |             |             |        |        |
| Inscrits                                      | Inscrits         | Inscrits       | 7 979        | 100,00       | 7 978       | 100,00      |        |        |
| Abstentions                                   | Abstentions      | Abstentions    | 2 766        | 34,67        | 2 593       | 32,50       |        |        |
| Votants                                       | Votants          | Votants        | 5 213        | 65,33        | 5 385       | 67,50       |        |        |
| Blancs ou nuls                                | Blancs ou nuls   | Blancs ou nuls | 202          | 3,87         | 115         | 2,14        |        |        |
| Exprimés                                      | Exprimés         | Exprimés       | 5 011        | 96,13        | 5 270       | 97,86       |        |        |
| * Liste du maire sortant                      |                  |                |              |              |             |             |        |        |

### Élection municipale de 1995
|                                                    | Marcel Tusseau | DVD            | 2 686 | 50,13  | 25 |  |  |  |
| Ensemble, agissons pour Quimperlé                  |                |                | 2 686 | 50,13  | 25 |  |  |  |
|                                                    | Jean Stervinou | PS-PCF         | 2 672 | 49,87  | 8  |  |  |  |
| Rassemblement à gauche pour Quimperlé horizon 2000 |                |                | 2 672 | 49,87  | 8  |  |  |  |
|                                                    |                |                |       |        |    |  |  |  |
| Inscrits                                           | Inscrits       | Inscrits       | 7 908 | 100,00 |    |  |  |  |
| Abstentions                                        | Abstentions    | Abstentions    | 2 299 | 29,07  |    |  |  |  |
| Votants                                            | Votants        | Votants        | 5 609 | 70,93  |    |  |  |  |
| Blancs ou nuls                                     | Blancs ou nuls | Blancs ou nuls | 251   | 4,47   |    |  |  |  |
| Exprimés                                           | Exprimés       | Exprimés       | 5 358 | 95,53  |    |  |  |  |

### Élection municipale de 1989
| Tête de liste                  | Tête de liste  | Liste          | Premier tour | Premier tour | Second tour | Second tour | Sièges | Sièges |
| Tête de liste                  | Tête de liste  | Liste          | Voix         | %            | Voix        | %           | CM     |        |
| ------------------------------ | -------------- | -------------- | ------------ | ------------ | ----------- | ----------- | ------ | ------ |
|                                | Guy Savin      | PS-PCF (UG)    | 2 495        | 47,13        | 3 238       | 56,18       | 26     |        |
| Quimperlé renouveau            |                |                | 2 495        | 47,13        | 3 238       | 56,18       | 26     |        |
|                                | Yves Guillou * | Centriste      | 1 745        | 32,96        | 2 526       | 43,82       | 7      |        |
| Défense des intérêts communaux |                |                | 1 745        | 32,96        | 2 526       | 43,82       | 7      |        |
|                                | Loïc Daniel    | UDF (UD)       | 1 054        | 19,91        | 2 526       | 43,82       | 7      |        |
| Quimperlé c'est nous aussi     |                |                | 1 054        | 19,91        | 2 526       | 43,82       | 7      |        |
|                                |                |                |              |              |             |             |        |        |
| Inscrits                       | Inscrits       | Inscrits       | 7 841        | 100,00       | 7 841       | 100,00      |        |        |
| Abstentions                    | Abstentions    | Abstentions    | 2 408        | 30,71        | 1 967       | 25,08       |        |        |
| Votants                        | Votants        | Votants        | 5 433        | 69,29        | 5 874       | 74,91       |        |        |
| Blancs et nuls                 | Blancs et nuls | Blancs et nuls | 139          | 1,77         | 110         | 1,40        |        |        |
| Exprimés                       | Exprimés       | Exprimés       | 5 294        | 67,52        | 5 764       | 73,51       |        |        |
| * Liste du maire sortant       |                |                |              |              |             |             |        |        |

### Élection municipale de 1983
| Tête de liste                           | Tête de liste       | Liste       | Premier tour | Premier tour | Second tour | Second tour | Sièges | Sièges |
| Tête de liste                           | Tête de liste       | Liste       | Voix         | %            | Voix        | %           | CM     |        |
| --------------------------------------- | ------------------- | ----------- | ------------ | ------------ | ----------- | ----------- | ------ | ------ |
|                                         | Yves Guillou *      | CG          | 2 249        | 38,57        | 2 333       | 39,31       | 23     |        |
| Liste de défense des intérêts communaux |                     |             | 2 249        | 38,57        | 2 333       | 39,31       | 23     |        |
|                                         | Christian Chartrain | UDF         | 1 880        | 32,25        | 1 874       | 31,58       | 5      |        |
| Unir et agir pour Quimperlé             |                     |             | 1 880        | 32,25        | 1 874       | 31,58       | 5      |        |
|                                         | Jean Plouët         | PS (UG)     | 1 701        | 29,18        | 1 727       | 29,10       | 5      |        |
| Liste d'union de la gauche              |                     |             | 1 701        | 29,18        | 1 727       | 29,10       | 5      |        |
|                                         |                     |             |              |              |             |             |        |        |
| Inscrits                                | Inscrits            | Inscrits    | 7 611        | 100,00       | 7 678       | 100,00      |        |        |
| Abstentions                             | Abstentions         | Abstentions | 1 663        | 21,85        | 1 680       | 21,88       |        |        |
| Votants                                 | Votants             | Votants     | 5 948        | 78,15        | 5 998       | 78,12       |        |        |
| Nuls                                    | Nuls                | Nuls        | 118          | 1,55         | 64          | 0,83        |        |        |
| Exprimés                                | Exprimés            | Exprimés    | 5 830        | 76,60        | 5 934       | 77,28       |        |        |
| * Liste du maire sortant                |                     |             |              |              |             |             |        |        |

### Élection municipale de 1977
| Tête de liste                                        | Tête de liste    | Liste          | Premier tour | Premier tour | Second tour | Second tour | Sièges | Sièges |
| Tête de liste                                        | Tête de liste    | Liste          | Voix         | %            | Voix        | %           | CM     | CM     |
| ---------------------------------------------------- | ---------------- | -------------- | ------------ | ------------ | ----------- | ----------- | ------ | ------ |
|                                                      | Yves Guillou     | PS-PCF (UG)    | 2 729        | 49,11        | 3 187       | 55,76       | 3      | 24     |
| Liste d'union de la gauche                           |                  |                | 2 729        | 49,11        | 3 187       | 55,76       | 3      | 24     |
|                                                      | Lucien Quéguiner | RI (Maj.prés.) | 1 510        | 27,17        | 2 529       | 44,24       | 0      | 0      |
| Liste républicaine de rénovation                     |                  |                | 1 510        | 27,17        | 2 529       | 44,24       | 0      | 0      |
|                                                      | Vincent Héry *   | DVG            | 1 318        | 23,72        | Retrait     | Retrait     | 0      | 0      |
| Liste républicaine d'actions municipales et sociales |                  |                | 1 318        | 23,72        | Retrait     | Retrait     | 0      | 0      |
|                                                      |                  |                |              |              |             |             |        |        |
| Inscrits                                             | Inscrits         | Inscrits       | 7 165        | 100,00       | 7 165       | 100,00      |        |        |
| Abstentions                                          | Abstentions      | Abstentions    | 1 302        | 18,17        | 1 239       | 17,29       |        |        |
| Votants                                              | Votants          | Votants        | 5 863        | 81,83        | 5 926       | 82,71       |        |        |
| Exprimés                                             | Exprimés         | Exprimés       | 5 685        | 79,34        | 5 804       | 81,00       |        |        |
| * Liste du maire sortant                             |                  |                |              |              |             |             |        |        |